# Никифоров, Владимир Николаевич (медик)
Влади́мир Никола́евич Никифоров (1919—1990) — советский врач-инфекционист и педагог, доктор медицинских наук, профессор, член-корреспондент АМН СССР (1975). Главный инфекционист Министерства здравоохранения РСФСР (1968—1990). 

## Биография
Родился 20 августа 1918 года[уточнить] в городе Кузнецке, Саратовской губернии в семье врача.
В 1944—1949 годах обучался во Втором Московском государственном медицинском институте (2-й МГМИ), в 1949—1952 годах продолжил обучение в аспирантуре 2-го МГМИ.
В 1952—1955 годах ассистент кафедры инфекционных болезней 2-го МГМИ.
В 1955—1957 годах заведующий кафедрой инфекционных болезней и эпидемиологии Тиранском медицинском институте в должности (Албания).
В 1958—1962 годах заведующий отделом краевой патологии (1958—1960), заместитель директора по науке (1960—1962) Института экспериментальной биологии и медицины Сибирского отделения АН СССР.
В 1962—1971 годах заместитель главного врача ЦКБ 4-го ГУ МЗ СССР
В 1971—1990 годах заведующий кафедрой инфекционных болезней Центрального ордена Ленина институте усовершенствования врачей и одновременно с 1968 по 1990 год — главный инфекционист Министерства здравоохранения РСФСР.

### Научно-педагогическая деятельность
Основная научно-педагогическая деятельность В. Н. Никифорова была связана с вопросами в области инфекционных заболеваний: вирусного гепатита, кишечных инфекций и сибирской язвы. В. Н. Никифоров побывал в командировках в Пакистане, Кении, Вьетнаме, Монголии и Афганистане, где занимался борьбой со вспышками опаснейших инфекций, в том числе сибирской язвы, холеры и чумы. В. Н. Никифоров являлся членом Правления Московского и Всесоюзного научного обществ инфекционистов и терапевтов, с 1972 года — председателем Правления Всероссийского научного общества инфекционистов.
В 1965 году защитил диссертацию на соискание учёной степени доктора медицинских наук, в 1967 году ему было присвоено учёное звание профессора. В 1975 году был избран член-корреспондентом АМН СССР. Под руководством В. Н. Никифорова было написано более восьмидесяти научных трудов, в том числе семь монографий. Являлся членом редакционной коллегии научно-медицинского журнала «Советская медицина».
Скончался 19 июля 1990 года[уточнить] в Москве, похоронен на Введенском кладбище.

## Награды
- Орден Октябрьской революции
- Орден Трудового Красного Знамени